# Merremia cordata
Merremia cordata là một loài thực vật có hoa trong họ Bìm bìm. Loài này được C.Y. Wu & R.C. Fang mô tả khoa học đầu tiên năm 1979.